# 厚葉鱗毛蕨
厚葉鱗毛蕨（学名：Dryopteris lepidopoda）为鱗毛蕨科鱗毛蕨屬下的一个种。

## 扩展阅读
- 維基物種上的相關：厚葉鱗毛蕨